# Беклемишев, Анатолий Петрович
Анатолий Петрович Беклемишев (1890—1959) — американский инженер, профессор, публицист.

## Биография
Происходил из древнего рода Беклемишевых. Родился 10 (22) июня 1890 года в Рязанской губернии в имении отца, Петра Александровича Беклемишева (?—1896) — железнодорожного инженера, который умер в Томске, во время строительства Транссибирской магистрали. Мать — дочь генерала М. А. Вакара, Мария Модестовна (1855—1904). У Анатолия были брат Александр (ок. 1880 — ?) и сёстры: Ольга (1879—1942) и Надежда (в замужестве Балашова; 1882 — после 1924).
Среднее образование получил в 4-й Киевской гимназии, по окончании которой в 1909 году поступил в Университет Св. Владимира на физико-математический факультет. В 1910 году перешел в Киевский политехнический институт на механическое отделение. В 1917 году окончил институт. Ещё студентом, в 1916 году, женился: по свидетельству двоюродной сестры Елизаветы Вакар, «после смерти его лучшего друга, на его сестре Лиле».
Работая в Киеве инженером он, одновременно, преподавал 
в Политехническом (затем индустриальном) институте. В 1939 году защитил диссертацию на соискание степени кандидата технических наук; стал заведующим кафедрой Политехнического института.
Во время немецкой оккупации в 1941—1943 гг. продолжал работать на водном транспорте и преподавать. Бежал вместе с семьёй в Польшу, затем — в Германию, где они жили на положении «перемещенных лиц».
В 1949 году семья переехала на постоянное жительство в США. Не зная английский язык, А. П. Беклемишев смог устроиться только чертежником в строительной фирме. Однако вскоре его выдающиеся способности и знания были должным образом оценены и спустя некоторое время, после принятия американского гражданства он стал участвовать в разработке секретных радиолокационных установок. 
Состоял действительным членом Общества русских инженеров в США. Свободное время посвящал русской общественности и литературе. В русскоязычной американской прессе (в частности, на страницах ежедневной нью-йоркской газеты «Новое русское слово») по псевдонимом Касьян Прошин печатались его статьи, посвящённые критике советского строя. Он также сотрудничал в журнале «Российский антикоммунист».
Умер в 1959 году.